# Morpho didius
Morpho didius is een vlinder uit de familie Nymphalidae. De wetenschappelijke naam van de soort is voor het eerst geldig gepubliceerd in 1874 door Carl Heinrich Hopffer.
Morpho didius komt voor in Peru en de regenwouden van het Amazone-gebied.